# Kurnool
Kurnool är en stad i delstaten Andhra Pradesh i Indien, och är huvudort för ett distrikt med samma namn. Folkmängden uppgick till cirka 460 000 invånare vid folkräkningen 2011. Storstadsområdet beräknades ha cirka 620 000 invånare 2018.